# مريويد
مريويد قرية تتبع منطقة حماة في محافظة حماة في سورية.